# لایل بتگر
لایل بتگر (انگلیسی: Lyle Bettger؛ ۱۳ فوریهٔ ۱۹۱۵ – ۲۴ سپتامبر ۲۰۰۳) یک هنرپیشه اهل ایالات متحده آمریکا بود.
از فیلم‌ها یا برنامه‌های تلویزیونی که وی در آن نقش داشته است می‌توان به بزرگترین نمایش روی زمین اشاره کرد.